# SN 2010iu
SN 2010iu – supernowa typu Ia odkryta 7 października 2010 roku w galaktyce A004002-5609. W momencie odkrycia miała maksymalną jasność 17,20m.